# Deglet Nour

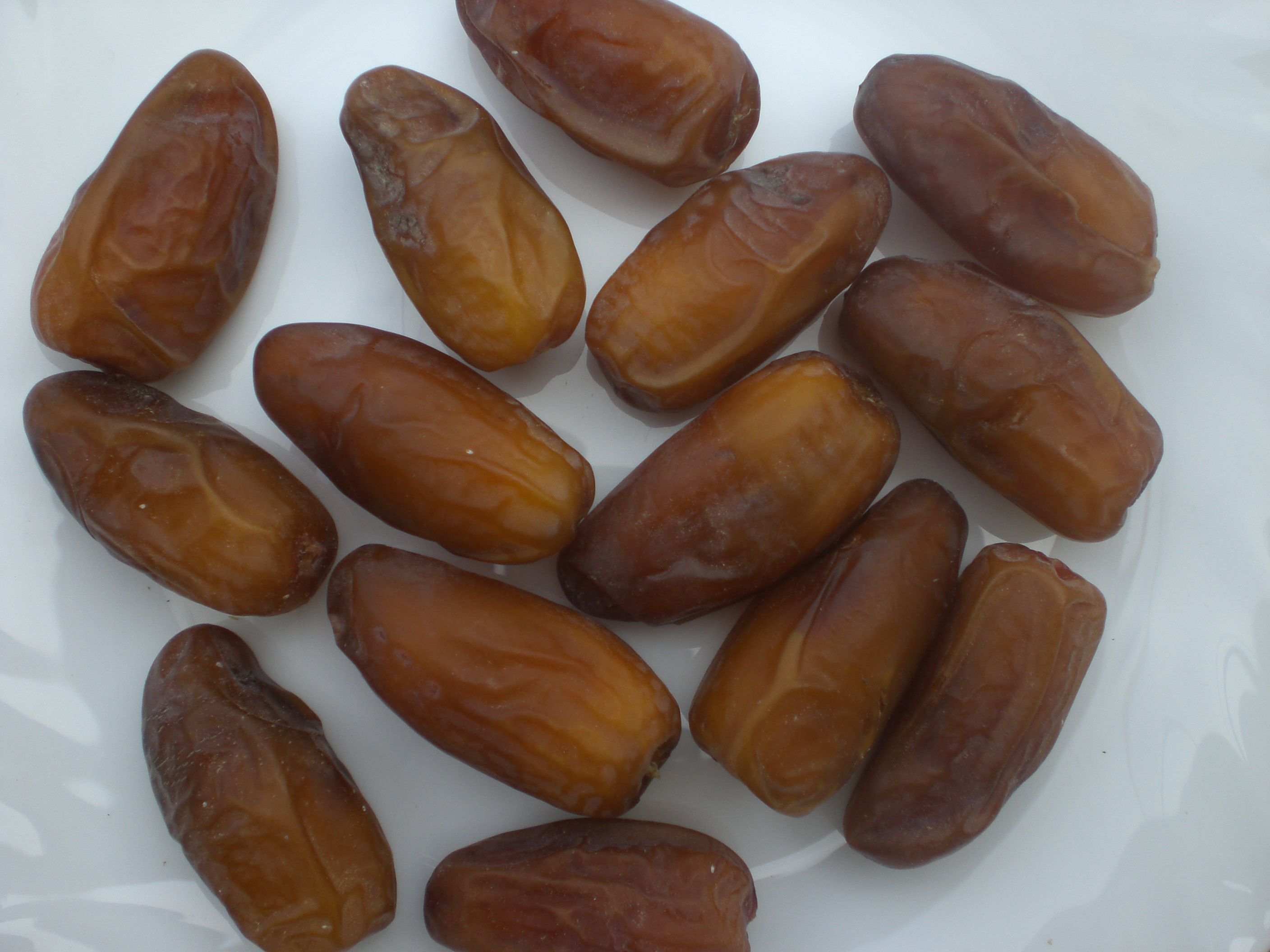
Deglet Nour aus Tunesien

Deglet Nour (arabisch دقلة نور ‚Finger des Lichtes‘, auch „Deglet Noor“) ist ein Cultivar der Echten Dattelpalme (Phoenix dactylifera) und die Bezeichnung der Früchte dieser in subtropischen Gebieten vorkommenden Sorte. Hauptanbaugebiete sind Algerien und Tunesien. Die Sorte Deglet Nour macht den mit Abstand größten Teil der in Mitteleuropa insbesondere zur Weihnachtszeit verzehrten Datteln aus.
100 Gramm enthalten im Durchschnitt 1170 kJ, 0,5 g Fett und 8,7 g Ballaststoffe.